# ミハル・コヴァーチ

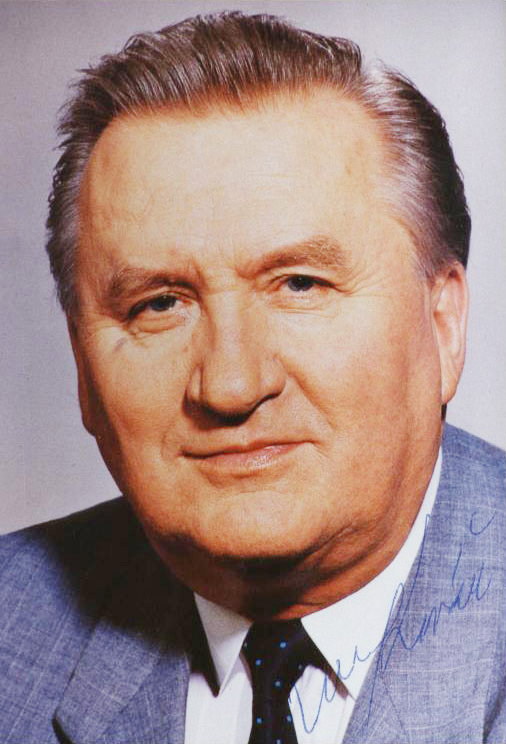
ミハル・コヴァーチ

ミハル・コヴァーチ（Michal Kováč、1930年8月5日 - 2016年10月5日）は、スロバキアの政治家、元スロバキアの大統領（1993-98）。
リュビシャ生まれ。ブラチスラヴァ経済大学卒業。チェコスロバキア国立銀行などに勤務。1989年から91年までスロバキア社会主義共和国の財務相。1991年初頭、暴力に反対する公衆の創設に参加し、副議長に就任。1992年の総選挙後、チェコスロバキア連邦議会の議長となる。
1993年2月、新たに独立したスロバキアの大統領に、最大政党の民主スロバキア運動（HZDS）の支持を得て、選出される。しかし、HZDSの指導者ウラジミール・メチアルと対立し、1995年には党を除名される。また1995年8月、ドイツ当局から金融犯罪の咎で訴追されていた息子が誘拐され、オーストリアで発見される事件が起きた。スロバキアの情報機関の関与が疑われ、メチアル政権崩壊後の調査によれば、その関与を認めたが、司法当局は関係者の訴追を見送った。
1998年に大統領職を辞した後は、政界やメディアから遠ざかっていた。

## 家族
弟のドゥシャン・コヴァーチは、歴史学者で、スロバキア科学アカデミー総裁を務めた。